# 태평양 경제 협력 회의
태평양 경제 협력 회의(太平洋經濟協力會議, Pacific Economic Cooperation Council, PECC)는 아시아-태평양 지역에 관한 이슈에 관해서 동일한 전망과 전문성을 공유하는 업계, 학계 및 정계의 대표들로 구성되어 1980년에 설립된 경제협력기구이다.